# 搭訕
搭訕（english slang: hit on）是指主動與陌生人攀談，藉此結識對方的一種行為。搭訕目的可能是交友、調情，與之約會、戀愛、性交，開發顧客或合作夥伴等。除面對面搭訕外，在網路上如網路聊天室、網上討論區、OMI等也會出現搭訕行為。以戀愛或發生性行為為目的之搭訕則稱為獵豔。
有時，前去搭訕的人會令對方反感。比方說，被搭訕者可能會認為搭訕者意圖不軌、輕浮、裝熟等。但是這些要視當時的環境與場合而定，最重要的還是搭訕者的態度、外表與氛圍。
搭訕此一行為在不同的社會文化中接受程度也有所差異。在一些風俗民情較為開放的國度，與陌生人搭訕被視為很正常的舉動，結識朋友或戀人的一種途徑。